# Panaon (Misamis Occidental)
Panaon ist eine philippinische Stadtgemeinde in der Provinz Misamis Occidental. Sie hat 10.209 Einwohner (Zensus 1. August 2015).

## Baranggays
Panaon ist politisch in 16 Baranggays unterteilt.
| - Baga - Bangko - Camanucan - Dela Paz - Lutao - Magsaysay - Map-an - Mohon | - Poblacion - Punta - Salimpuno - San Andres - San Juan - San Roque - Sumasap - Villalin |